# Phytocoetes gangeticus
Phytocoetes gangeticus är en havsanemonart som beskrevs av Annandale 1915. Phytocoetes gangeticus ingår i släktet Phytocoetes och familjen Haliactiidae. Inga underarter finns listade i Catalogue of Life.